# Scheidingen
Scheidingen – wieś w gminie Welver w powiecie Soest, w kraju związkowym Nadrenia Północna-Westfalia, w rejencji Arnsberg.

## Demografia
Według spisu ludności z końca 2024 roku, w Scheidingen mieszkało 1352 mieszkańców, z czego 697 to mężczyźni, a 655 kobiety.

## Geografia

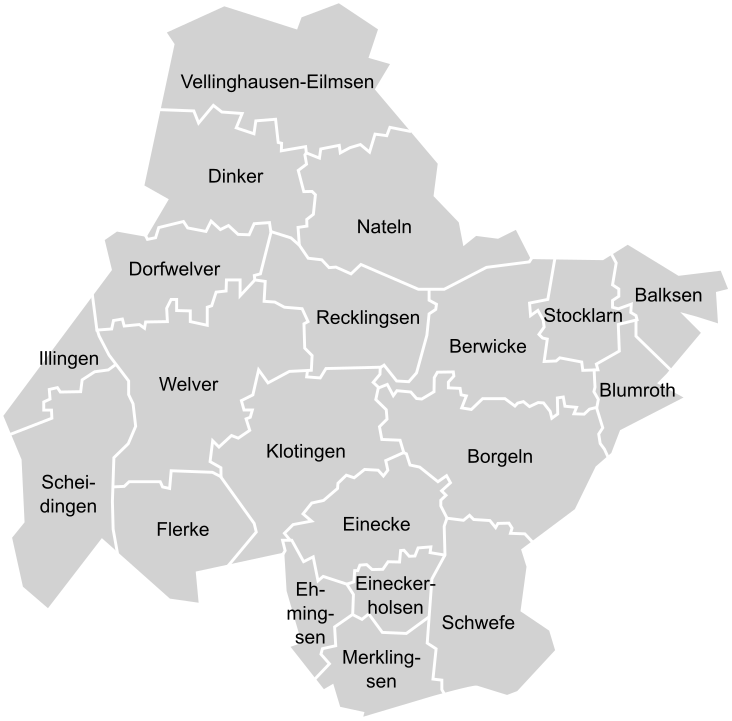
Dzielnice gminy Welver

Scheidingen mierzy powierzchnię 5,44 km².
Dzielnica leży w zachodniej części gminy i graniczy z trzema innymi dzielnicami: Illingen, Welver i Flerke.

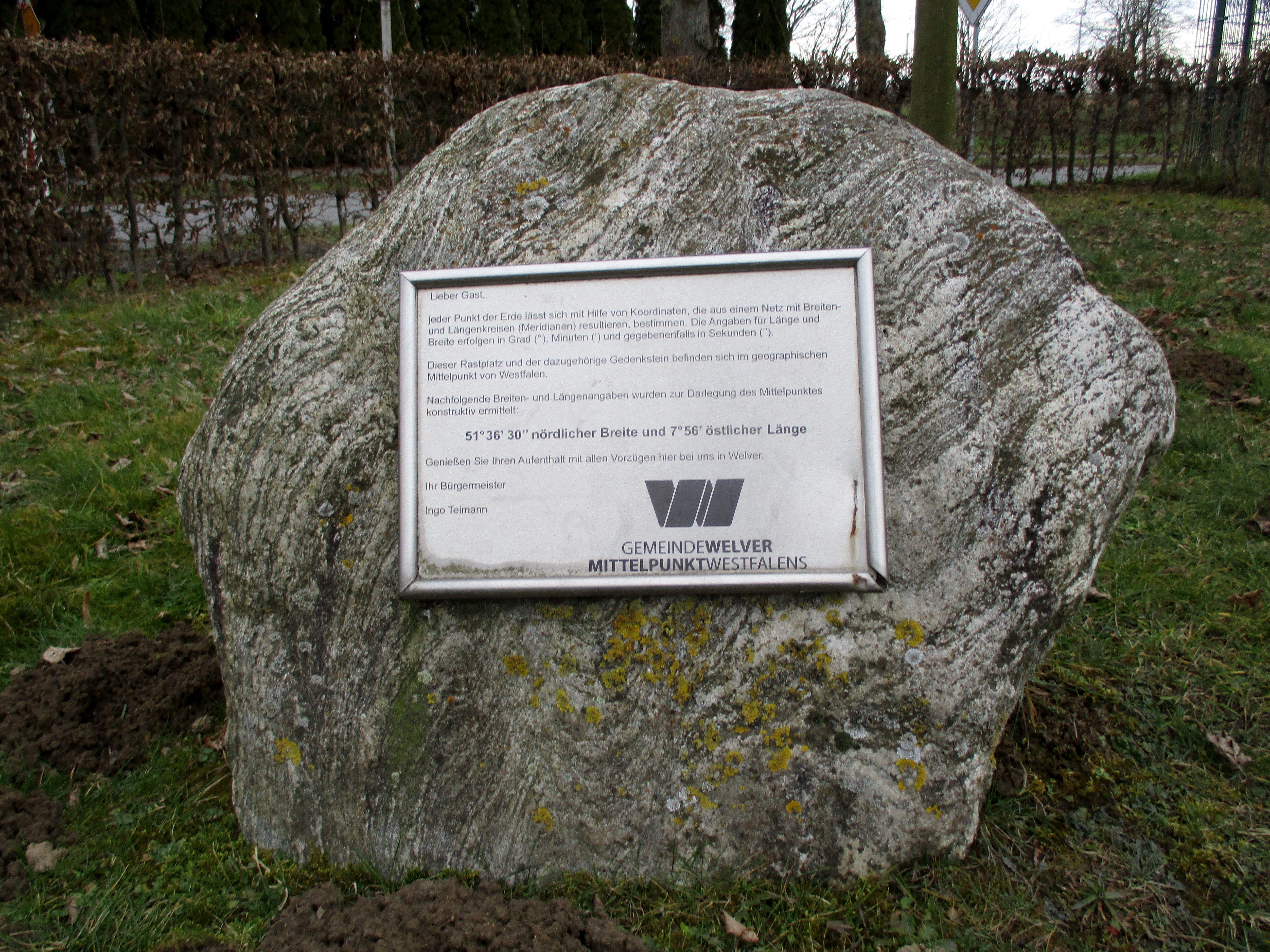
Środek Westfalii

Na terenie wsi Scheidingen znajduje się geograficzny środek Westfalii.

## Historia
Pierwsza wzmianka o Scheidingen pochodzi z 1233 roku. Wówczas wieś nazywała się Schedinge.

### Reorganizacja gmin
W ramach reorganizacji gmin 1 lipca 1969 roku Scheidingen wraz z 20 innymi miejscowościami stało się częścią nowej gminy Welver.

## Polityka
Burmistrzem Scheidingen jest André Theodor Buschulte.